# Isabel Marant
Isabel Marant (født 12. april 1967 i Boulogne-Billancourt) er en fransk modeskaber.

## Biografi
Isabel Marant er datter af en fransk far og en tysk mor.
Som 15-årig begyndte hun at lave sit eget tøj.
Mellem 1985 og 1987 uddannede hun sig ved Studio Berçot.
I 1989 skabte hun modeller for Claude Montana og Michel Perry samt en kollektion af smykker og tilbehør i sit eget navn.
Hun lagde for første gang navn til en tøjkollektion hos mærket Twn i 1994.
Tre år senere flyttede hun ind i et atelier i Paris og modtog prisen Award de la mode som årets bedste modeskaber.
I februar 1998 åbnede hun sin første butik i rue de Charonne i Paris, som hurtigt blev efterfulgt af nummer to, der åbnede midt i Saint-Germain-des-Prés. I dag har hun forretninger spredt over hele kloden. Hun modtog prisen Trophée Whirlpool : Femme en or de l’année dans le domaine de la Mode. Hun står også bag kollektionen Étoile, og en lingerikollektion Beautiful People for DIM og, i 2004, en kollektion for børn.
I 2013 var hun gæstedesigner hos H&M, hvilket i Danmark var en klar succes
Hun er gift med modeskaberen Jérôme Dreyfuss, med hvem hun har en søn.

## Efterligninger
Modemærket NAF NAF blev i 2008 dømt til at betale Marant 75.000 euro, for at have kopieret en af hendes modeller i deres
vinterkollektion 2006/2007.